# Mmm Yeah
«Mmm Yeah» (укр. Ммм Так) — пісня американського поп-співака Остіна Махона з його другого міні-альбому The Secret. Пісня виконана за участі кубино-американського репера Pitbull. Пісня вийшла в Сполучених Штатах для цифрового завантаження 26 січня 2014 року. Пісня частково повторює сингл Ліделла Тоунселла «Nu Nu». Сингл посів 49 сходинку в чарті Billboard Hot 100. Пісня звучить в заключних титрах фільму Люди Ікс: Дні минулого майбутнього.

## Композиція
«Mmm Yeah» є піснею в жанрі денс-поп і має складну композицію, що поєднує фанк-мотиви труб, ударні електропоп-ритми four on the floor, мотиви чикаго-хауза, хіп-хопу, і латиноамериканської музики. Вона написана в тональності фа-дієз мінор. Трек значною мірою повторює сингл Ліделла Тоунселла 1992 року «Nu Nu».

## Музичне відео
Ліричне відео режисерів Рокко Вальдеса, Дена Руфа та Томаса Вітмора вийшло 31 січня 2014 року і в ньому знялися Неш Грьр, Кемерон Даллас, Сем Потторфф, The Janoskians, Кіра Найтлі, Midnight Red, Сталкер Сара, King Bach, Теала Данн, Медісон Петтіс, Mahogany Lox. Відео було номіновано в категорії «Найкраще ліричне відео» на церемонії нагородження MTV Video Music Awards 2014.
Офіційний кліп за участі Pitbull вийшов 13 березня 2014 року. Режисером відео став Гіл Ґрін, який раніше працював з Махоном над музичним відео на пісню «Banga! Banga!». Протягом всього відео, Махон і Pitbull танцюють з дівчатами в кімнаті з рухомою підлогою із динаміками і диваном, що за концепцією нагадує кліп 1996 року на пісню «Virtual Insanity» гурту Jamiroquai. Музичне відео було сертифіковано на цифровій платформі Vevo 3 лютого 2015 року, і стало другим відео Махона, що сертифіковане Vevo.

## Позиції в чартах
Сингл «Mmm Yeah» дебютував під номером 60 в чарті Billboard Hot 100 8 лютого 2014, і зрештою досягає 49 позиції, внаслідок чого пісня займає найвищу позицію в чарті серед пісень Махона, випереджаючи «What About Love». Пісня також сягнула 19 позначки в чарті Billboard Pop Songs. 16 червня 2014 року «Mmm Yeah» став першим синглом Махона, що увійти в австралійський чарт Australian Singles, та посів 39 сходинку. Окрім того, сингл також очолив чарт Billboard Heatseeker Songs. Пісня стала першим сиглом Махона, що стала золотою, про що Махон повідомив у своєму твіттері 6 травня 2014.

## Трек-лист
| Цифрове завантаження | Цифрове завантаження | Цифрове завантаження |
| #                    | Назва                | Тривалість           |
| -------------------- | -------------------- | -------------------- |
| 1.                   | «Mmm Yeah» (Charly)  | 0:05(in progress)    |

| Офіційні Ремікси | Офіційні Ремікси                                     | Офіційні Ремікси |
| #                | Назва                                                | Тривалість       |
| ---------------- | ---------------------------------------------------- | ---------------- |
| 1.               | «Mmm Yeah (Jump Smokers Radio Edit)» (feat. Pitbull) | 5:07             |
| 2.               | «Mmm Yeah (Jump Smokers Club Mix)» (feat. Pitbull)   | 5:30             |

## Чарти і сертифікація
| Чарт (2014)                              | Найвища позиція |
| ---------------------------------------- | --------------- |
| Австралія (ARIA)                         | 32              |
| Австрія (Ö3 Austria Top 75)              | 57              |
| Бельгія (Ultratip Flanders)              | 28              |
| Бельгія (Ultratip Wallonia)              | 12              |
| Канада (Canadian Hot 100)                | 36              |
| США Top Heatseekers (Billboard)          | 1               |
| Фінляндія(Suomen virallinen latauslista) | 14              |
| Німеччина (Official German Charts)       | 72              |
| Ірландія (IRMA)                          | 49              |
| Італія (FIMI)                            | 49              |
| Нідерланди (Mega Single Top 100)         | 48              |
| Норвегія (VG-lista)                      | 8               |
| Іспанія (PROMUSICAE)                     | 35              |
| Швейцарія (Media Control AG)             | 62              |
| Велика Британія (UK Singles Chart)       | 34              |
| США (Billboard Hot 100)                  | 49              |
| США (Mainstream Top 40) (Billboard)      | 19              |

| Регіон                                                                                          | Сертифікація | Продажі    |
| ----------------------------------------------------------------------------------------------- | ------------ | ---------- |
| Австралія (ARIA)                                                                                | Золотий      | 35,000^    |
| США (RIAA)                                                                                      | Золотий      | 500 000    |
| Стримінг                                                                                        |              |            |
| Данія (IFPI Denmark)                                                                            | Платиновий   | 2,600,000^ |
| *продажі, що базуються лише на сертифікаціях ^відвантаження, що базуються лише на сертифікаціях |              |            |

## Історія випуску
| Регіон                | Дата           | Формат               | Лейбл                                               |
| --------------------- | -------------- | -------------------- | --------------------------------------------------- |
| Сполучені Штати       | 26 січня 2014  | Цифрове завантаження | Chase Records, Cash Money Records, Republic Records |
| Об'єднане Королівство | 22 червня 2014 | Цифрове завантаження | Chase Records, Cash Money Records, Republic Records |